# James O’Hara, 2. Baron Tyrawley

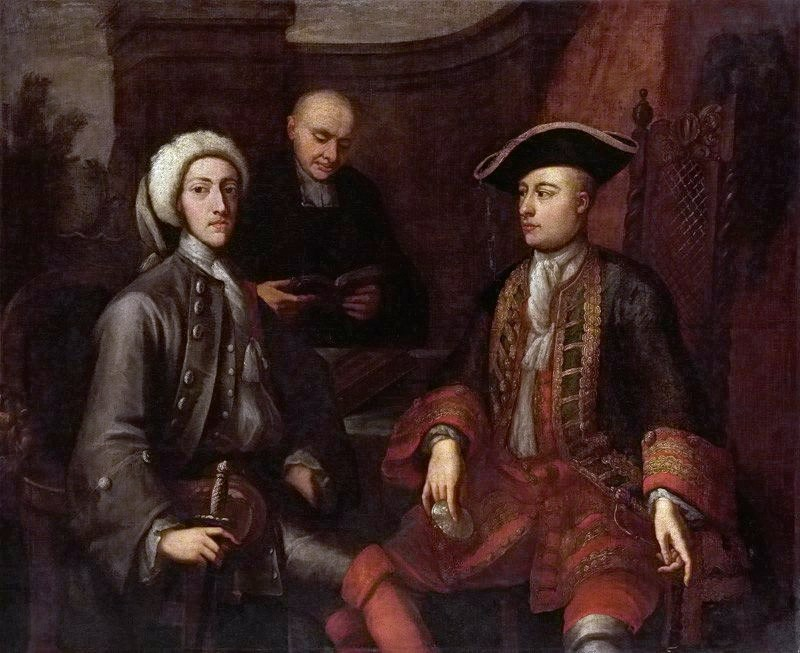
James O’Hara, 2. Baron Tyrawley (rechts) mit John Montagu, 2. Duke of Montagu (links); unbekannter Maler, um 1712

James O’Hara, 2. Baron Tyrawley, 1. Baron Kilmaine (* 1681/1682; † 14. Juli 1773 in Twickenham) war ein britischer Offizier und Diplomat irischer Abstammung. Er erreichte den Rang eines Field Marshal und wurde Gouverneur von Menorca, Gibraltar und Portsmouth.

## Leben
James O’Hara wurde als einziger Sohn des späteren Lieutenant-General und Oberbefehlshaber in Irland Charles O’Hara, 1. Baron Tyrawley geboren. Er trat bereits am 15. März 1703 als Lieutenant in das Royal Regiment of Fuziliers ein, dessen Colonel sein Vater war. Mit diesem nahm er am Spanischen Erbfolgekrieg teil, so zum Beispiel 1706 in der Belagerung von Barcelona und der Schlacht bei Almansa im folgenden Jahr. Danach wurde O’Hara nach Nordwesteuropa versetzt, wo er unter dem Duke of Marlborough diente. In der Schlacht bei Malplaquet wurde er, wie schon zuvor bei Almansa, verwundet. Mit den Royal Fusiliers, deren Colonel er am 29. Januar 1713 geworden war, verlegte er schließlich als Besatzungstruppe nach Menorca.
Nach dem Krieg widmete er sich vermehrt der Politik. Am 8. Januar 1722 erhielt er die irische Peerage und den Titel eines Baron Kilmaine. Im Jahre 1724 erbte er zudem den Titel Baron Tyrawley von seinem Vater und wurde am 24. Juni des gleichen Jahres in den Privy Council König Georgs I. berufen. Es ist wenig darüber bekannt, welchen Tätigkeiten Tyrawley in diesen Jahren nachging, bevor er von König Georg II. am 20. Januar 1728 zum Botschafter am Hof von Lissabon ernannt wurde. Hier kam ihm aufgrund seiner Sprachkenntnisse und Erfahrungen auf der Iberischen Halbinsel eine wichtige Rolle in der britischen Außenpolitik zu (→ Spanisch-Portugiesischer Krieg (1735–1737)) und so blieb er 13 Jahre auf diesem Posten. Er kehrte 1741 mit einigen Mätressen und unehelichen Kindern nach England zurück. Während des Österreichischen Erbfolgekrieges wurde er von November 1743 bis Februar 1745 als Diplomat in Sankt Petersburg verwendet.
Tyrawley war nie offiziell aus dem Militär ausgeschieden und war auch in den Jahren seiner Abwesenheit ständig befördert worden, sodass er nach seiner Rückkehr aus Russland bereits Lieutenant-General war. Daneben war Colonel verschiedener Regimenter und Verbände, von 1713 bis 1739 des Royal Regiment of Fuzileers, von 1739 bis 1743 des 5th Regiment of Horse, von 1743 bis 1745 des 2nd Troop of Horse Grenadier Guards, von 1745 bis 1746 des 3rd Troop of Horse Guards, von 1746 bis 1749 des 10th Regiment of Foot von 1749 bis 1752 des 14th Regiment of Dragoons, von 1752 bis 1755 der 3rd Regiment of Dragoons und zuletzt von 1755 bis 1773 des Coldstream Regiment of Foot Guards. Bereits zuvor war er 1752 wieder als diplomatischer Vertreter nach Portugal gegangen, wo er bis 1756 blieb und gleichzeitig als Gouverneur von Menorca fungierte. Bei Ausbruch des Siebenjährigen Krieges verlegte er mit einigen Truppen nach Gibraltar, das er als Gouverneur kurzzeitig (1756/57) verwaltete, bevor er nach England zurückreiste. Hier war er 1760 Vorsitzender des Militärgerichtes, welches über das Verhalten Lord George Sackvilles in der Schlacht bei Minden entscheiden sollte. Dies war politisch brisant und aufsehenerregend, da Sackville zwei Jahre zuvor versucht hatte, Tyrawley wegen dessen Ausgabenpolitik zur Befestigung Gibraltars vor das Parlament zu zitieren. Das Verfahren gegen Sackville endete mit einem Schuldspruch. Tyrawley stieg 1761 zum General auf. Als Spanien im folgenden Jahr in den Krieg eintrat und mit einer Invasion Portugals drohte, war es naheliegend, Tyrawley als Sonderbevollmächtigten und Befehlshaber der britischen Truppen dorthin zu entsenden. Allerdings ging der Oberbefehl an Graf Wilhelm zu Schaumburg-Lippe, was Tyrawley als Zurücksetzung empfand. Am 10. Juni 1763 zum Field Marshal ernannt, kehrte er nach England zurück. Zwar gehörte er seit dem 17. November 1762 erneut zum Privy Council, doch abgesehen von seinem Posten als Gouverneur von Portsmouth hatte er keine wichtigen Ämter mehr inne.
Tyrawley zog sich auf seinen Landsitz bei Blackheath zurück und starb schließlich am 14. Juli 1773 in Twickenham. Begraben wurde er in der Kapelle des Chelsea Hospital, wo er zuletzt Gouverneur war. Seine im November 1724 geschlossene Ehe mit Hon. Mary Stewart (um 1696–1769), Tochter des William Stewart, 2. Viscount Mountjoy (1675–1728), blieb kinderlos. Er hatte aber sechs uneheliche Kinder, drei Söhne und drei Töchter, von denen ihn aber nur zwei Töchter, Anne und Jemima, und ein Sohn, Charles O’Hara, überlebten. Mangels legitimer männlicher Nachkommen erloschen seine Baronstitel mit seinem Tod.